# Kerry Anne Wells
Kerry Anne Wells (25 de septiembre de 1951) es una diseñadora de moda, escritora, comentarista, presentadora de telediario y reina de belleza australiana, quien fue coronada Miss Universo 1972.
El concurso de belleza de 1972 fue el primero en tener lugar fuera de Estados Unidos continental. Ese año, tuvo lugar en Dorado, Puerto Rico. Wells no fue coronada por su predecesora, Georgina Rizk porque Rizk no podía viajar a Puerto Rico por restricciones gubernamentales a causa del miedo a ataques terroristas después de que un grupo de japoneses contratados por terroristas árabes atacasen el aeropuerto internacional de Tel Aviv y matasen a 22 turistas puertorriqueños. Por esta razón, Wells fue coronada por la Miss Universo 1970, Marisol Malaret de Puerto Rico.
El momento de su coronación no fue mostrado en televisión por una huelga de los electricistas del concurso de belleza. La pantalla se enegreció cuando su nombre fue anunciado como la nueva Miss Universo.
Después de su reinado, persiguió una carrera como presentadora de telediario. Antes de entrar en los concursos de belleza, había trabajo como meteoróloga.
La victoria de Miss Universo de Wells llegó en un año en el que Australia también ganó la corona de Miss Mundo, el título de Miss Asia Pacífico, y quedaron segundas en Miss Internacional. Este récord se rompió por India en 2000 cuando cuatro reinas de la belleza (Lara Dutta, Priyanka Chopra, Dia Mirza y Aditi Gowitrikar) ganaron Miss Universo, Miss Mundo, Miss Asia Pacífico and Mrs. Mundo respectivamente.
A partir de 2007, Kerry Anne Wells es una exitosa diseñadora de moda, escritora y comentarista que habla sobre autoestima e imagen corporal realista y positiva. Está involucrada con BodyThink, un programa de estilo de vida saludable diseñado para las escuelas australianas.